# فارا فاست
فارا لنی فاست یا فرح فاوست (به انگلیسی: Farrah Leni Fawcett) (زاده ۲ فوریه ۱۹۴۷ – درگذشته ۲۵ ژوئن ۲۰۰۹) بازیگر مشهور سینما و تلویزیون آمریکا در دهه هفتاد میلادی بود. وی در فرهنگ عمومی به یک نماد سکس و زیبایی در ایالات متحده آمریکا تبدیل شده بود.

## زندگی هنری
فارا فاست در دهه هفتاد و پس از بازی در فصل اول و دوم مجموعه تلویزیونی فرشتگان چارلی در نقش جیل مونرو و پس از آن نیز برای بازی در تلویزیون و تئاتر به شهرت رسید. فارا فاست به خاطر موهای بلوندش مشهور شد و سبک آرایش موی او در دهه هفتاد تأثیر بسیاری بر نسل دختران و زنان جوان در سراسر جهان گذاشت.
وی دو بار در شمارگان دسامبر ۱۹۹۵ و ژوئیه ۱۹۹۷ مجله پلی‌بوی، برهنه شد.

## تحصیلات
فارا فاست، دانش‌آموخته دانشگاه تگزاس در آستین بود.

## زندگی خصوصی

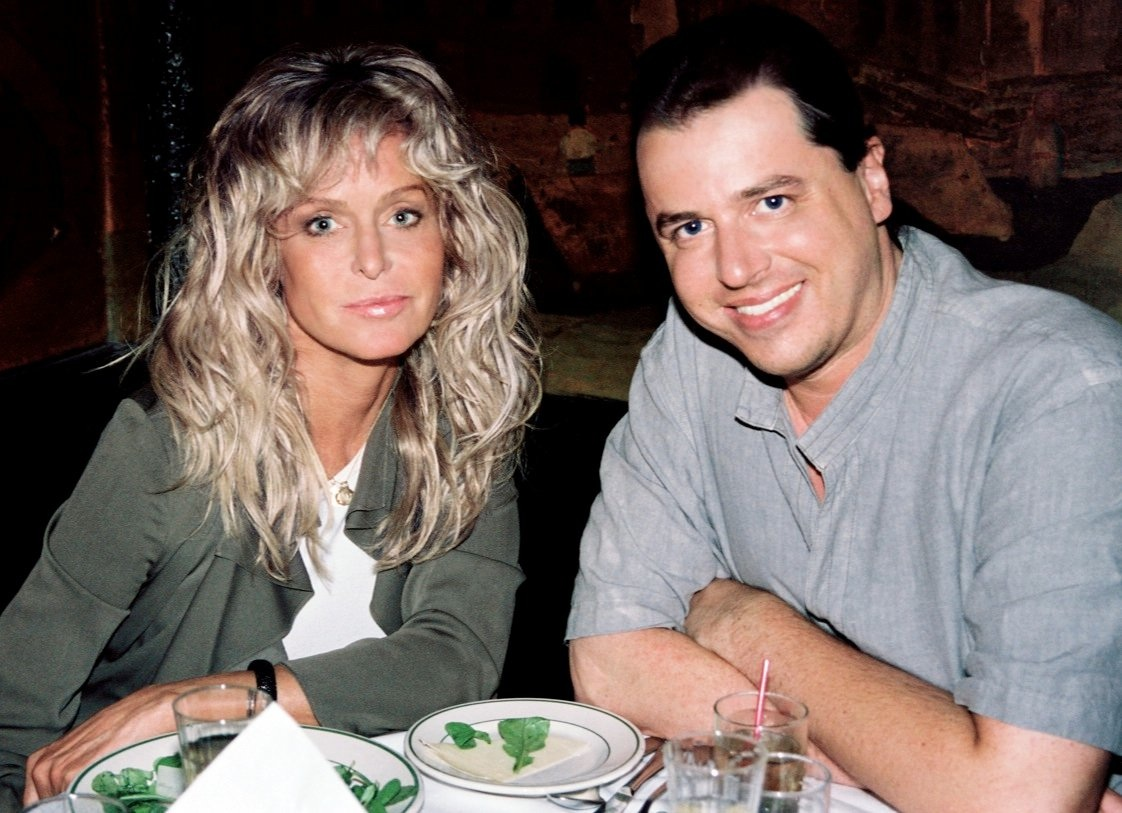
فارا لنی فاست در سال 2008

فارا فاست در سال ۱۹۷۳ میلادی، با لی میجرز، بازیگر مجموعه تلویزیونی مرد شش میلیون دلاری ازدواج کرد اما نهایتاً در سال ۱۹۸۲ میلادی، از هم جدا شدند. فارا فاست در سال ۱۹۸۰ زندگی مشترکی را با رایان اونیل، بازیگر سرشناس سینما آغاز کرد و تا آخر عمر در کنار او زیست.
وی به علت ابتلا به بیماری سرطان مقعد درگذشت.

## فیلم شناسی
- میرا برکینریج (۱۹۶۹)
- می‌بری آر. اف. دی (۱۹۶۹)
- خواب جینی را می‌بینم (۱۹۶۹)
- راهبه پرنده (۱۹۷۰-۱۹۶۹)
- خانواده پارتریج (۱۹۷۰)
- دکتر مارکوس ولبی (۱۹۷۴)
- مک‌کلاود (۱۹۷۴)
- مرد شش‌میلیون‌دلاری (۱۹۷۸-۱۹۷۴)
- فرار لوگان (۱۹۷۶)
- فرشتگان چارلی (مجموعه تلویزیونی) (۱۹۸۰-۱۹۷۶)
- رابطه تقریباً کامل (۱۹۷۹)
- آفتاب‌سوختگی (۱۹۷۹)
- زحل ۳ (۱۹۸۰)
- مسیر کاننبال (۱۹۸۱)
- صبح تو را می‌بینم (۱۹۸۹)
- مرد خانه (۱۹۹۵)
- حواری (۱۹۹۷)
- جانی براوو (۱۹۹۷)
- توستر کوچولوی شجاع به مریخ می‌رود (۱۹۹۸)
- الی مک‌بل (۱۹۹۹)
- دکتر تی و زنان (۲۰۰۰)
- نوزاد (۲۰۰۰)
- نگهبان (مجموعه تلویزیونی آمریکایی) (۲۰۰۳-۲۰۰۲)